# Duthiastrum linifolium
Duthiastrum linifolium (Phillips) M.P. de Vos – gatunek roślin należący do monotypowego rodzaju Duthiastrum M.P de Vos z rodziny kosaćcowatych (Iridaceae), występujący endemicznie w Republice Południowej Afryki.

## Morfologia
Rośliny zielne, o podziemnej, kulistej bulwocebuli pokrytej tuniką siatkowatych włókien. Część nadziemna o wysokości ok. 7 cm. Roślina tworzy od 6 do 8 równowąskich liści o długości 4–12 cm i szerokości 1,5–3 mm. Okwiat promienisty o długości 6 cm, listki na długości 4 cm zrośnięte w wąskocylindryczną rurkę, potem wolne, eliptyczne, talerzykowato rozwarte. Nitki pręcików o długości 5 mm, równowąskie, główki o długości 6 mm, równowąskie, strzałkowate u nasady. Zalążnia o długości 9 mm i szerokości 4 mm, podługowata. Szyjka słupka o długości 5 cm, równowąsko-nitkowata. Znamię słupka rozgałęzione na 3 równowąskie ramiona o długości 3 mm, brodawkowate wierzchołkowo. Owocami są kuliste torebki zawierające kuliste nasiona. 

## Systematyka
Rodzaj z plemienia Croceae, z podrodziny Crocoideae z rodziny kosaćcowatych (Iridaceae).